# My Only Wish (This Year)
«My Only Wish (This Year)» (с англ. — «Моё единственное желание (в этом году)») — рождественская песня, записанная американской певицей и автором песен Бритни Спирс. Она была написана самой Спирс, Брайаном Киерульфом и Джошем Шварцем. Первоначально она была выпущена на рождественском сборнике Platinum Christmas.
Трек получил смешанные отзывы музыкальных критиков. Однако почти через десять лет после её выхода рецензенты сочли песню современной праздничной классикой. «My Only Wish (This Year)» попал в чарты различных стран, главным образом в праздничный сезон. 22 октября 2013 года только аудиоверсия песни была загружена на официальный аккаунт певицы на Vevo. В 2020 году песня была переиздана в цифровом формате.

## Чарты
| Чарт (2000—2020)                                | Пиковая позиция |
| ----------------------------------------------- | --------------- |
| Австрия (Ö3 Austria Top 40)                     | 49              |
| СНГ (TopHit)                                    | 144             |
| Хорватия (HRT — Christmas Airplay)              | 9               |
| Дания (Tracklisten)                             | 14              |
| Финляндия (Suomen virallinen lista)             | 23              |
| Германия (GfK)                                  | 33              |
| Греция (IFPI — International)                   | 80              |
| Венгрия (Stream Top 40)                         | 35              |
| Ирландия (IRMA)                                 | 83              |
| Литва (AGATA)                                   | 44              |
| Нидерланды (Single Top 100)                     | 57              |
| Польша (Polish Airplay Top 100)                 | 29              |
| Португалия (AFP)                                | 100             |
| Словения (IFPI)                                 | 54              |
| Республика Корея (Gaon — International Singles) | 16              |
| Швеция (Sverigetopplistan)                      | 41              |
| Швейцария (Schweizer Hitparade)                 | 48              |
| Украина (TopHit)                                | 91              |
| Великобритания (UK Singles — Streaming)         | 81              |
| США (Billboard Holiday 100)                     | 81              |
| США (Billboard Holiday Airplay)                 | 7               |
| США (Billboard Holiday Songs)                   | 49              |
| США (Billboard Holiday Digital Songs)           | 12              |

## Сертификации и продажи
| Регион                                                                      | Сертификация | Продажи |
| --------------------------------------------------------------------------- | ------------ | ------- |
| Дания (IFPI Danmark)                                                        | Платиновый   | 90 000  |
| Великобритания (BPI)                                                        | Золотой      | 400 000 |
| Данные о продажах + прослушиваниях приведены только на основе сертификации. |              |         |